# Javier Cherro

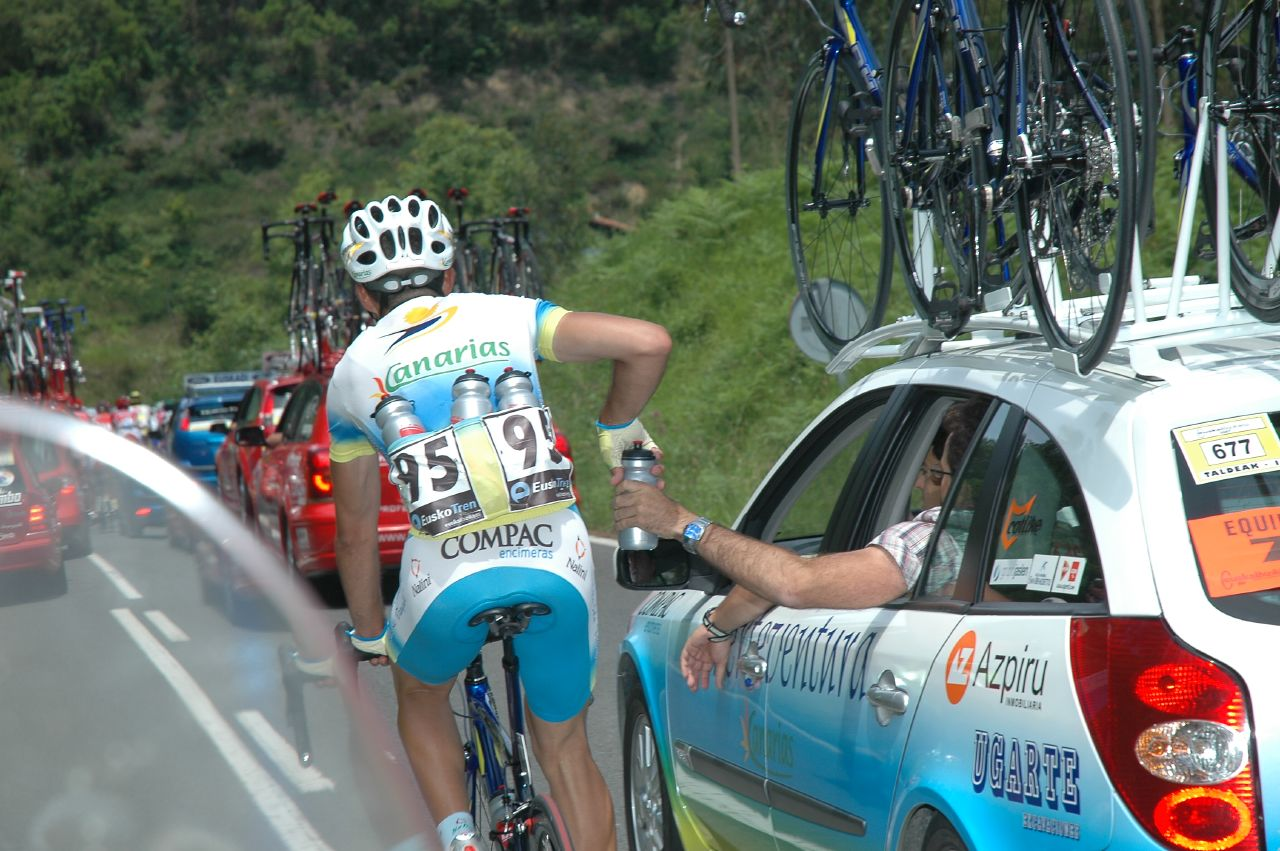
Javier Cherro.

Javier Cherro Molina es un ciclista español nacido el 10 de diciembre de 1980 en la localidad de Alicante (España).
Debutó como profesional en el año 2004 con el equipo Comunidad Valenciana.
En 2006, en el marco de la Operación Puerto, fue identificado por la Guardia Civil como cliente de la red de dopaje liderada por Eufemiano Fuentes, bajo el nombre en clave Cherro. Cherro no fue sancionado por la Justicia española al no ser el dopaje un delito en España en ese momento, y tampoco recibió ninguna sanción deportiva al negarse el juez instructor del caso a facilitar a los organismos deportivos internacionales (AMA, UCI) las pruebas que demostrarían su implicación como cliente de la red de dopaje.

## Palmarés
No ha logrado ninguna victoria como ciclista profesional.

## Equipos
- Comunidad Valenciana (2004-2006)
- Fuerteventura-Canarias Team (2007)